# بخانس، قنا
بخانس (به عربی: بخانس)، روستایی از توابع شهرستان ابو تشت در استان قنا و کشور مصر است.

## جمعیت
براساس سرشماری سال ۲۰۰۶ مصر، جمعیت آن ۱۵۴۷۴ نفر(۷۶۰۸ مرد و ۷۸۶۶ زن) بوده‌است.